# Carlos Abad
Carlos Javier Abad-Hernández Trujillo (Puerto de la Cruz, 1995. június 28. –) spanyol labdarúgó, aki jelenleg a Deportivo de La Coruña játékosa, posztját tekintve kapus.

## Sikerei, díjai
- Real Madrid Castilla
  - Segunda División B: 2015–16

## Statisztika

### Klubcsapatokban
| Klub                       | Szezon         | League             | League | League | Nemzeti kupa | Nemzeti kupa | Nemzetközi | Nemzetközi | Egyéb | Egyéb | Összesen | Összesen |
| Klub                       | Szezon         | Bajnokság          | Mérk.  | Gólok  | Mérk.        | Gólok        | Mérk.      | Gólok      | Mérk. | Gólok | Mérk.    | Gólok    |
| -------------------------- | -------------- | ------------------ | ------ | ------ | ------------ | ------------ | ---------- | ---------- | ----- | ----- | -------- | -------- |
| Tenerife                   | 2014–15        | Segunda División   | 9      | 0      | 0            | 0            | —          | —          | —     | —     | 9        | 0        |
| Tenerife                   | 2017–18        | Segunda División   | 4      | 0      | 4            | 0            | —          | —          | —     | —     | 8        | 0        |
| Tenerife                   | Összesen       | Összesen           | 13     | 0      | 4            | 0            | —          | —          | —     | —     | 17       | 0        |
| Real Madrid B (kölcsönben) | 2015–16        | Segunda División B | 40     | 0      | 0            | 0            | —          | —          | —     | —     | 40       | 0        |
| Real Madrid B (kölcsönben) | 2016–17        | Segunda División B | 27     | 0      | 0            | 0            | —          | —          | —     | —     | 27       | 0        |
| Real Madrid B (kölcsönben) | Összesen       | Összesen           | 67     | 0      | 0            | 0            | —          | —          | —     | —     | 67       | 0        |
| Córdoba (kölcsönben)       | 2017–18        | Segunda División   | 28     | 0      | 1            | 0            | —          | —          | —     | —     | 29       | 0        |
| Xánthi (kölcsönben)        | 2019–20        | Superleague        | 28     | 0      | 0            | 0            | —          | —          | —     | —     | 28       | 0        |
| Deportivo de La Coruña     | 2020–21        | Segunda División B | 0      | 0      | 0            | 0            | —          | —          | —     | —     | 0        | 0        |
| Teljes karrier             | Teljes karrier | Teljes karrier     | 136    | 0      | 5            | 0            | 0          | 0          | 0     | 0     | 141      | 0        |